# Складська вулиця (Київ)
Складська́ ву́лиця — зникла вулиця, що існувала в Залізничному, нині Солом'янському районі міста Києва, місцевість Чоколівка. Пролягала від Земської вулиці (пізніше — від Повітрофлотського проспекту) до Молодогвардійської вулиці.

## Історія
Вулиця виникла на початку ХХ століття під назвою Садова. Назву Складська вулиця отримала 1944 року. Ліквідована разом із навколишньою малоповерховою забудовою наприкінці 1970-х — на початку 1980-х років.